# Perizoma cyrtozona
Perizoma cyrtozona là một loài bướm đêm trong họ Geometridae.